# Kemco
Kemco (jap. ケムコ; auch bekannt unter dem Namen Kotobuki System) ist ein japanischer Entwickler und Verleger von Videospielen.

## Unternehmensgeschichte
1984 als Tochtergesellschaft von Kotobuki Engineering & Manufacturing Co., Ltd gegründet, produzierte das Videospielunternehmen zahlreiche Titel für verschiedene Konsolen, darunter die Rennspielserie Top Gear und die Crazy-Castle-Reihe.

Kemco-Logo von 1984/85 bis 1999. Auf das Emblem vor dem Namenszug wurde ab 1994 weitgehend verzichtet.

Als einer der ersten Nintendo-Lizenznehmer entwickelte Kemco zunächst Spiele für das Nintendo Entertainment System (NES). Dezember 1985 kam mit Dough Boy (ダウボーイ), der Portierung eines C64-Kriegspiels von Synsoft, Kemcos erstes Spiel für die japanische NES-Version heraus. Während das Unternehmen lange Zeit ausschließlich Titel für Nintendo-Konsolen produzierte, veröffentlichte es nach der N64-Ära auch Spiele für die Konkurrenzsysteme Xbox, PlayStation und Playstation 2.
Aus der Zusammenarbeit mit DC Comics, Warner Bros. und den Universal Studios gingen mehrere Lizenzspiele hervor.
Nachdem Kemco im Jahre 2001 die US-amerikanische Tochterfirma Kemco U.S.A. gegründet hatte, scheint sich das Spieleunternehmen spätestens ab 2007 völlig vom nordamerikanischen und europäischen Markt zurückgezogen zu haben. Angekündigte Titel wie Top Gear: Downforce für den Nintendo DS und Lobo für Xbox und Playstation 2 blieben unveröffentlicht.
Gegenwärtig beschränkt sich Kemco auf die Entwicklung bzw. den Vertrieb von Spielen für Smartphones und mobile Internetdienste.